# 喜马拉雅FM
喜马拉雅FM是上海证大喜马拉雅网络科技有限公司于2013年3月上线的在线音频分享平台，采用UGC（用户原创内容）模式。平台提供了音频播放、下载、查找服务，也提供了用户个性化的个人推荐服务。用户也可以申请成为主播上传音频文件。

## 功能簡介
網際網路終端使用者可以在喜马拉雅FM中，點擊收聽在線新闻音频、電台廣播、有声书，甚至观看直播、以及其他用户上传的音频文件。大部分音频内容絕大多數是免费的，但也不乏有收费内容。
註冊成網站的免費會員後，網站會紀錄使用註冊者的收聽偏好與使用習慣，藉此提升會員對該網站的黏著度。
另外，當免費會員升級為付費會員後，不定時跳出廣告的功能會被移除。

## 營利模式
1. 正如其他免費型app一樣，會在用戶點及app進入使用時，給用戶看幾秒全螢幕的廣告後，才會進入app的介面。
2. 當用戶使用一段時間後，會插入贊助廣告的音频，用戶只能選擇聽完廣告，如果不想聽，就啟動手機上的靜音模式或關機。

## 公司历史
- 2012年8月 喜马拉雅FM团队正式组建[2]，創始人是余建军和陈小雨[3]
- 2013年3月 喜马拉雅应用正式上线[2]
- 2014年5月 喜马拉雅激活用户突破5000万大关[2]
- 2014年5月 获得来自SIG（海纳亚洲）、KPCB（凯鹏华盈）、Sierra Ventures的共1150万美元的A 轮风险投资[2]
- 2021年4月30日，喜马拉雅向美国证券交易委员会（SEC）提交了申请，计划通过首次公开发行（IPO）筹集至多1亿美元的资金（占位符）。喜马拉雅公司计划在纽约证券交易所上市，股票代码为XIMA。Goldman Sachs, Morgan Stanley, BofA Securities and CICC是该交易的联合账簿管理人[4]，惟不久后因网络安全审查制度的实施及滴滴出行遭审查，喜马拉雅宣布暂停赴美上市计划。[5]
- 2025年6月10日，騰訊音樂決定收購喜馬拉雅FM。[6]

## 事件
2019年6月底，喜马拉雅FM被中国大陆各Android应用商店下架，原因可能是违反相关规定。